# Carl Grandinson
Carl Grandinson, född 14 mars 1909 i Västerås, död 30 oktober 1997 i Solna, var en svensk arkitekt.

## Biografi
Grandinson studerade vid Kungliga Tekniska Högskolan i Stockholm till 1935. Han var anställd hos Joel Lundeqvist, hos professor Eskil Sundahl 1937—39, HSB 1939—42, Flygförvaltningen 1942—45 och drev egen verksamhet i Stockholm från 1945.

## Verk i urval
- Bröderna Hedlunds industribyggnad vid Norra Stationsgatan 81, Stockholm 1939 (tillsammans med Eskil Sundahl)[1]
- Fritidshus på Dalarö 1942.
- Tillbyggnad av Bröderna Hedlunds industribyggnad, Stockholm 1946-1947 (tillsammans med Eskil Sundahl)
- Institutionsyggnader vid Veterinärhögskolan, Stockholm 1953[2]
- Bågenhusen, Umeå 1954 (tillsammans med Jan Thurfjell)
- Kårhus, Veterinärhögskolan, Stockholm 1955[3]
- Bostadshus, Lodgången 1, Mosstenabacke 10–22 i Bandhagen, 1955.
- Institutionen för kirurgi och hundklinik vid Veterinärhögskolan, 1959
- Gräshagsskolan, Jönköping 1960 (tillsammans med Gunnar Lené)[4]
- Siemenshuset vid Norra Stationsgatan, 1961-1962 (tillsammans med Kaleb Sjödén)
- Bahcos huvudkontor, kvarteret Primus, Lilla Essingen, 1961 [5]
- Tillbyggnad av Tomtebodaskolan med gymnastik- och simhall, 1963.[6]

## Bilder

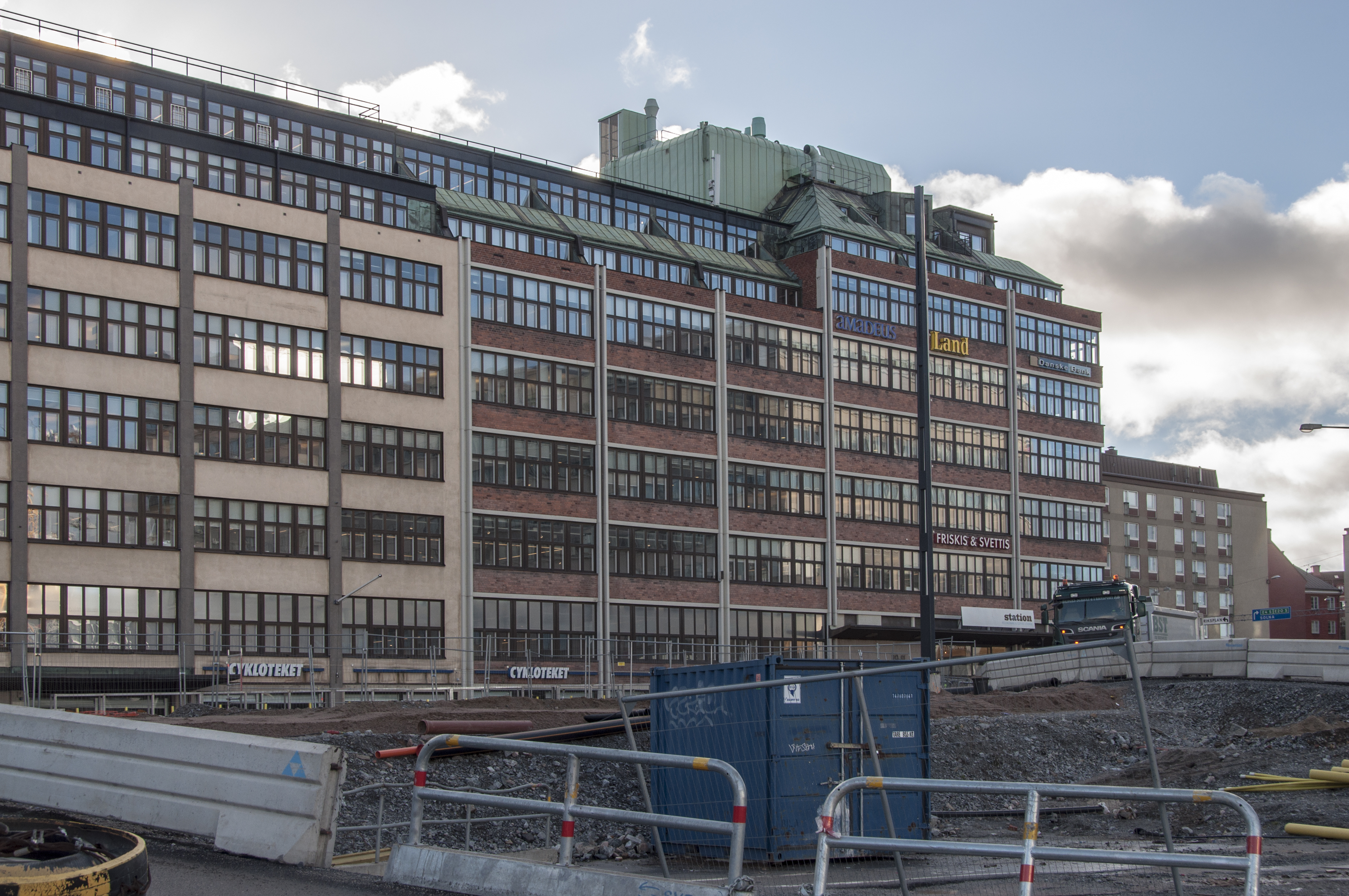
Bröderna Hedlunds industribyggnad, Norra Stationsgatan 81
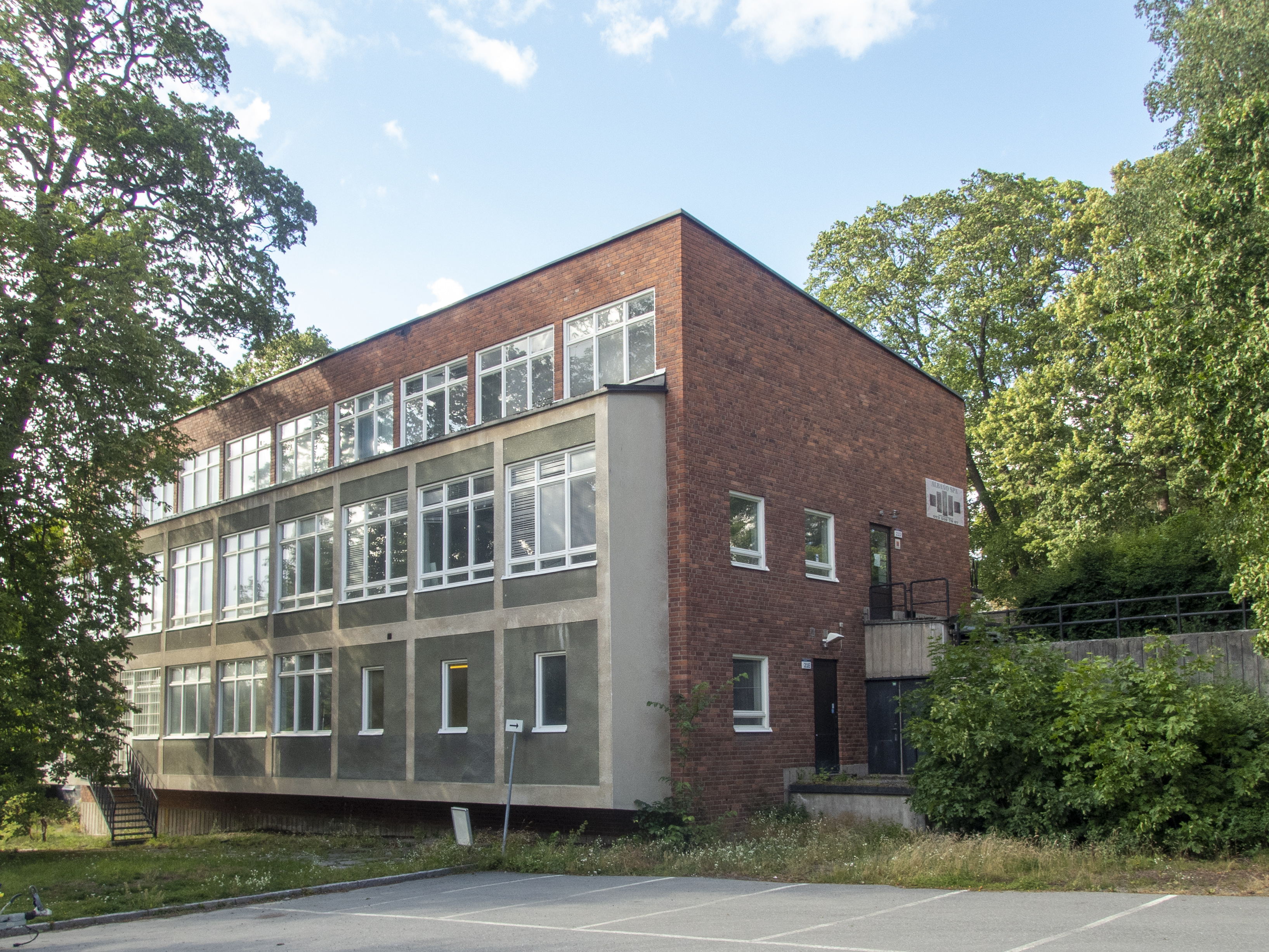
Veterinärhögskolans kårhus
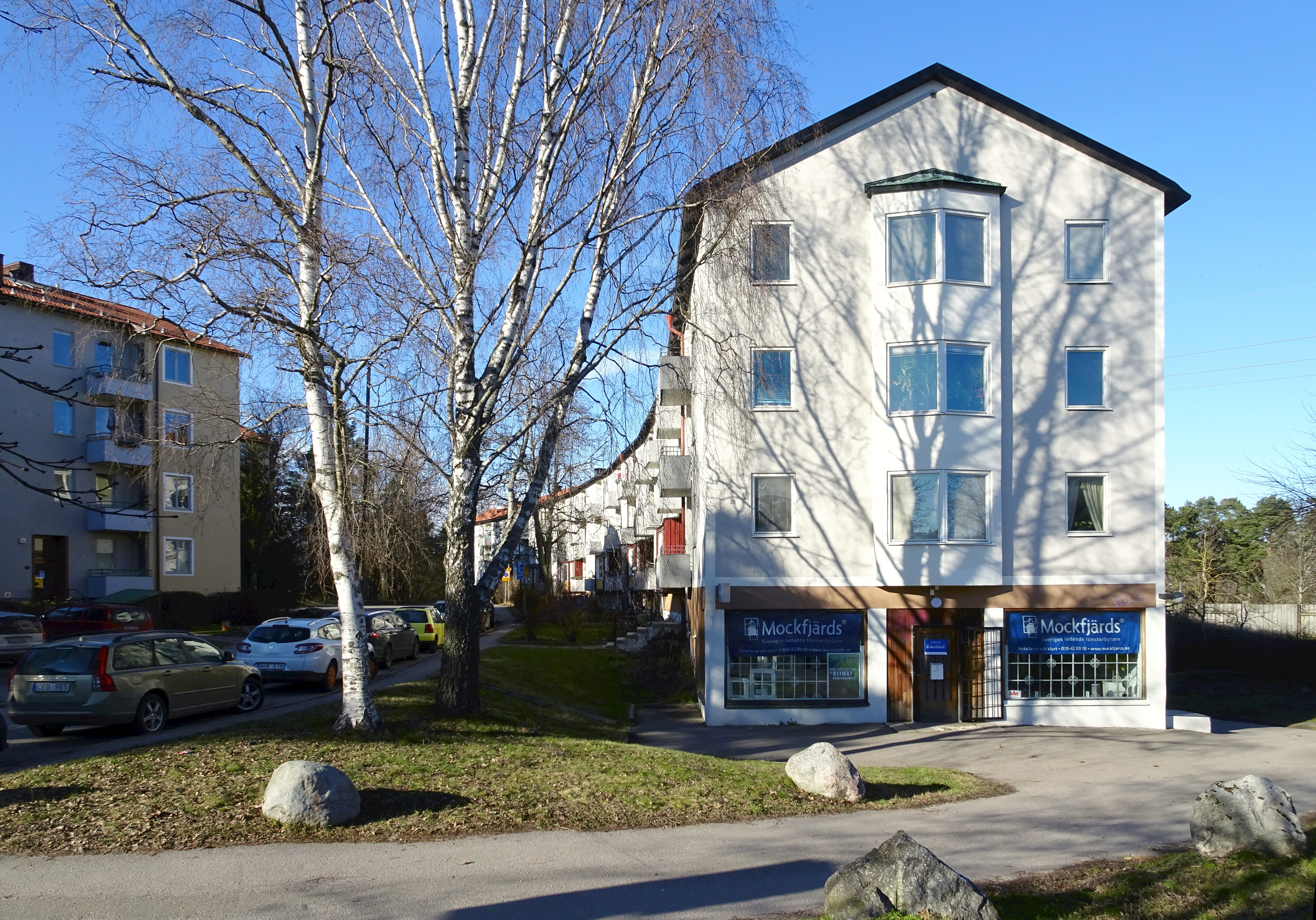
Lodgången 1, Bandhagen.
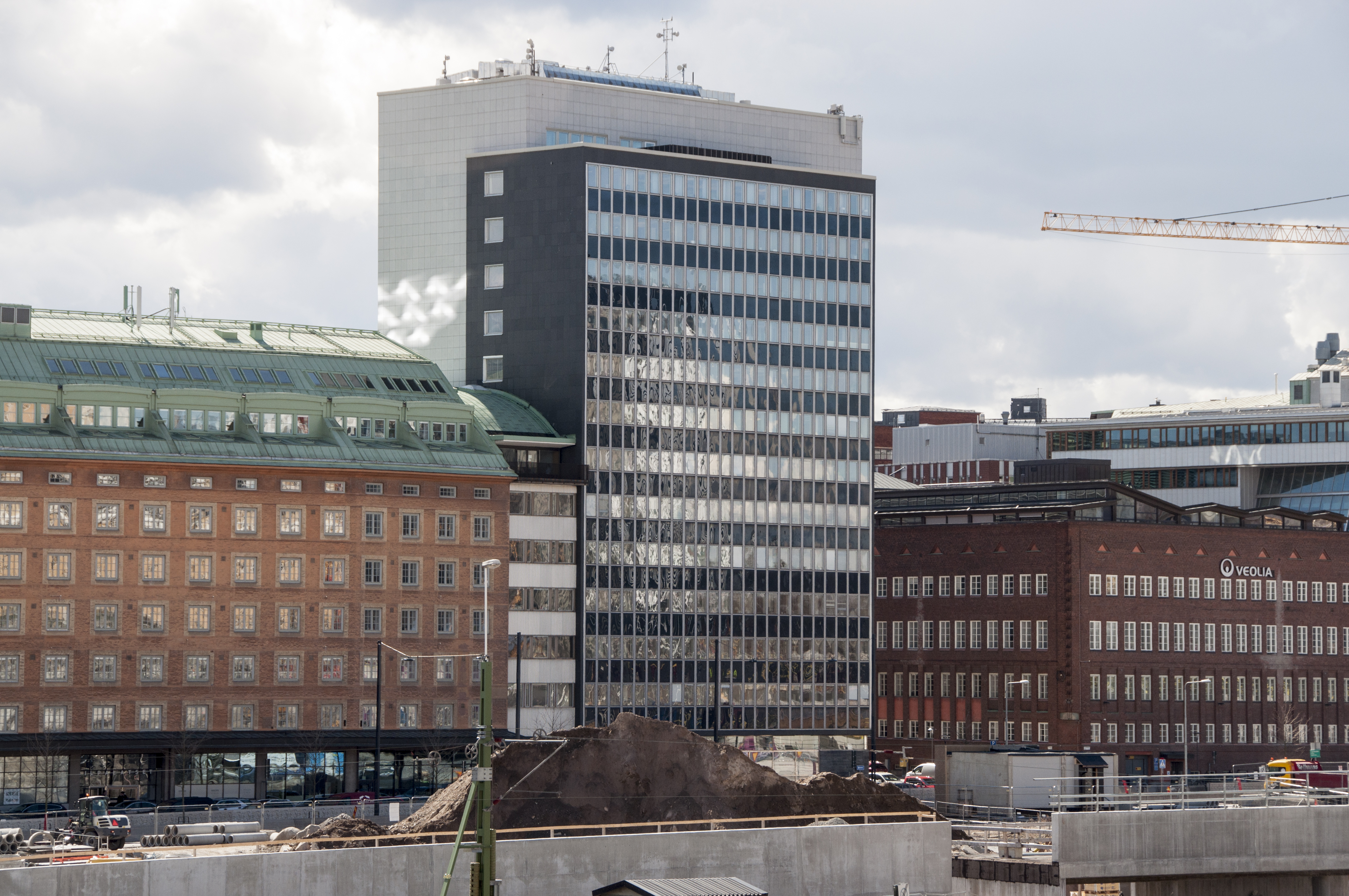
f.d. Siemens kontorshus
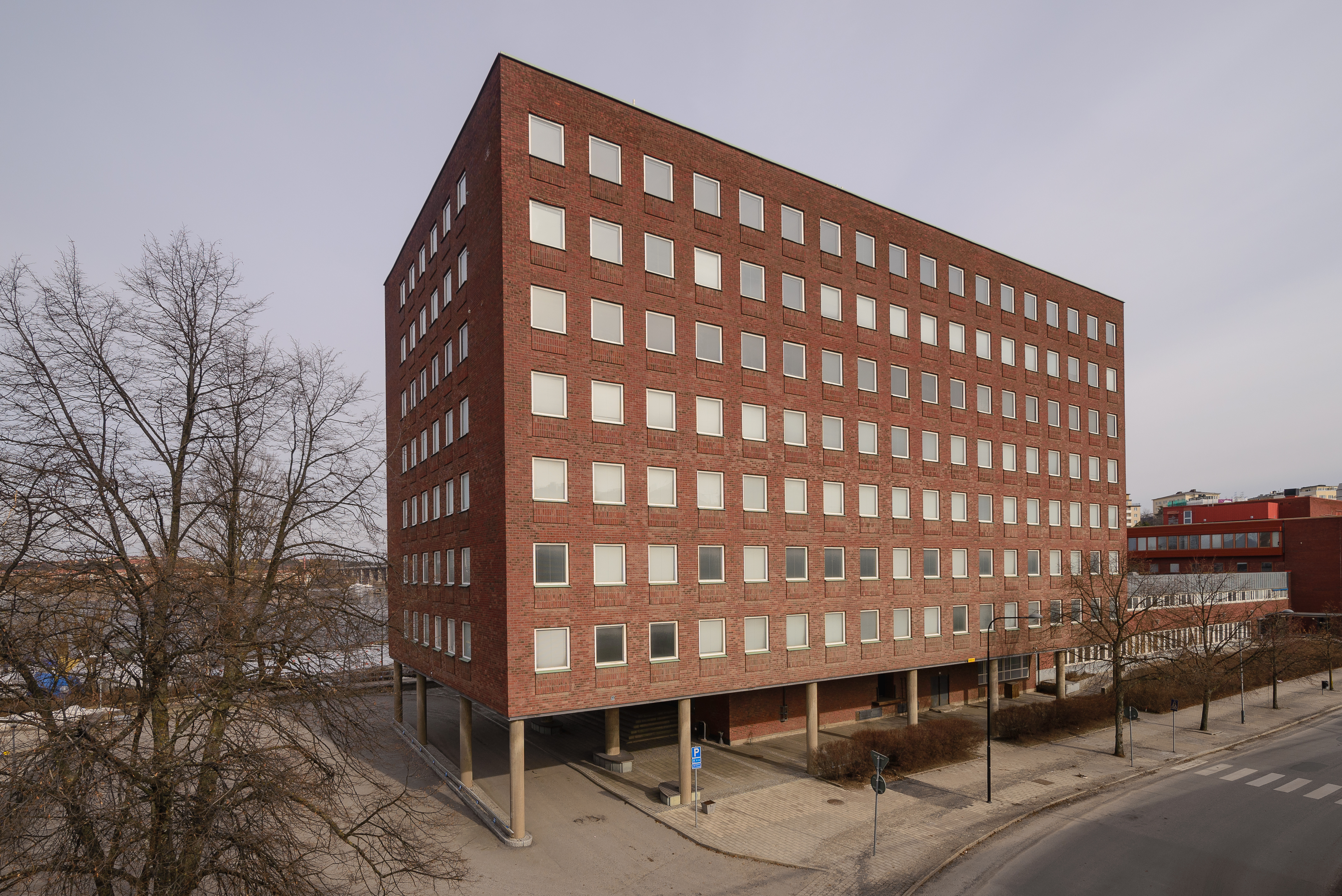
f.d. Bahcos huvudkontor